# هشيش
الهَشِيش (الاسم العلمي: Psathyrella) هو جنس من الفطريات يتبع الفصيلة الهشيشية من رتبة الغاريقونيات. الاسم العلمي مشتق من (بالإغريقية:ψαθυρος) بساثوروس وتعني (بالإنجليزية: friable)‏ أو هشيش أي سهل التفتت.